# Alveolo-arterielle Sauerstoffdruckdifferenz
Die alveolo-arterielle Sauerstoffdruckdifferenz oder alveolo-arterielle Sauerstoffdifferenz (kurz AaDO2) ist die Differenz zwischen den Sauerstoffpartialdrücken  (pO2) im Atemgasgemisch der Alveolen und dem arteriellen Blut. 

## Physiologie
Der pulmonale Gasaustausch in den Alveolen hängt von den alveolären Partialdrücken von Sauerstoff und Kohlendioxid ab. Nur wenn ein Partialdruckgradient zwischen den Alveolen und dem Blut besteht, kann ein Atemgasbestandteil (z. B. O2, CO2 etc.) diffundieren. Gase üben nicht nur in einem Gasgemisch (Partial-)Drücke aus, sondern auch gelöst in Flüssigkeiten (Henry-Gesetz). Die Konzentration der gelösten Gase hängt durch ihre spezifische Löslichkeit mit ihrem Partialdruck zusammen.
Bei einem vollständigen Gasaustausch wäre der arterielle Sauerstoff-Partialdruck (paO2) genauso hoch wie der alveoläre. Tatsächlich ist aber durch unvollständigen Gasaustausch der arterielle paO2 niedriger als der alveoläre pAO2; somit besteht eine alveolo-arterielle O2-Partialdruckdifferenz.
Bei Raumluft (ca. 21 Vol.-% O2) ist die durchschnittliche Sauerstoffdruckdifferenz (AaDO2) ungefähr 10–15 mmHg (1,33–1,99 kPa); die obere Grenze wird mit 25 mmHg (3,33 kPa) angegeben. Wird über einen gewissen Zeitraum 100 % Sauerstoff eingeatmet, steigt die Differenz an und liegt bei etwa 50–60 mmHg (6,66–7,99 kPa).
Ein kleiner Teil des Herzminutenvolumens nimmt nicht am Gasaustausch der Lunge teil. Das sind etwa 2 % des Blutes, die über die Bronchialarterien (Äste der A. thoracica) das Lungengewebe ernähren und dann direkt über die Lungenvenen (Venae bronchiales bzw. Vena pulmonalis) zum linken Herz zurückkehren, ebenso das Blut aus kleinen Koronargefäßen (Venae cordis minimae oder auch Venae Thebessii), die direkt in den linken Vorhof oder Ventrikel münden. Durch diese sogenannten anatomischen Shunts (Kurzschlüsse) wird der arterielle paO2 um 5–8 mmHg (0,66–1,07 kPa) gesenkt.
Beim sogenannten physiologischen Shunt strömt Blut aus den Lungenabschnitten, die gut durchblutet (Perfusion) aber schlecht ventiliert (Ventilation) sind und damit einen geringeren Sauerstoffgehalt haben, in die Lungenvenen (Vena pulmonalis) zum linken Herzen. Die Lungenabschnitte haben also einen niedrigen Ventilations-/Perfusionsquotienten (siehe hierzu auch Euler-Liljestrand-Mechanismus).

## Berechnung
Die Alveolo-arterielle Sauerstoffdruckdifferenz (AaDO2) kann aus den Messwerten einer Blutgasanalyse berechnet werden. Sie ist definiert als:
{\displaystyle AaDO_{2}=P_{A}O_{2}-P_{a}O_{2}\quad } 
Dabei ist PAO2 der alveoläre Sauerstoffpartialdruck, PaO2 ist der arterielle Sauerstoffpartialdruck aus der Blutgasanalyse.
Der alveoläre Sauerstoffpartialdruck (PAO2) kann näherungsweise aus der alveolären Gasgleichung berechnet werden:
{\displaystyle P_{A}O_{2}=F_{i}O_{2}(P_{atm}-P_{H_{2}O})-{\frac {P_{a}CO_{2}}{RQ}}}
Hier ist FiO2 der Sauerstoffanteil der Atemluft, Patm ist der Luftdruck, PH2O ist der Wasserdampfpartialdruck, PaCO2 ist der Kohlendioxidpartialdruck aus der Blutgasanalyse, und RQ ist der Respiratorische Quotient.
Wenn man übliche Werte unter Normalbedingungen (Patm = 760 mmHg, PH2O = 47 mmHg bei 100 % Luftfeuchte in den Alveolen, RQ = 0,8) einsetzt, bekommt man:
{\displaystyle AaDO_{2}=(F_{i}O_{2}\times 713{\text{mmHg}}-P_{a}CO_{2}/0.8)-P_{a}O_{2}}